# Hinduism

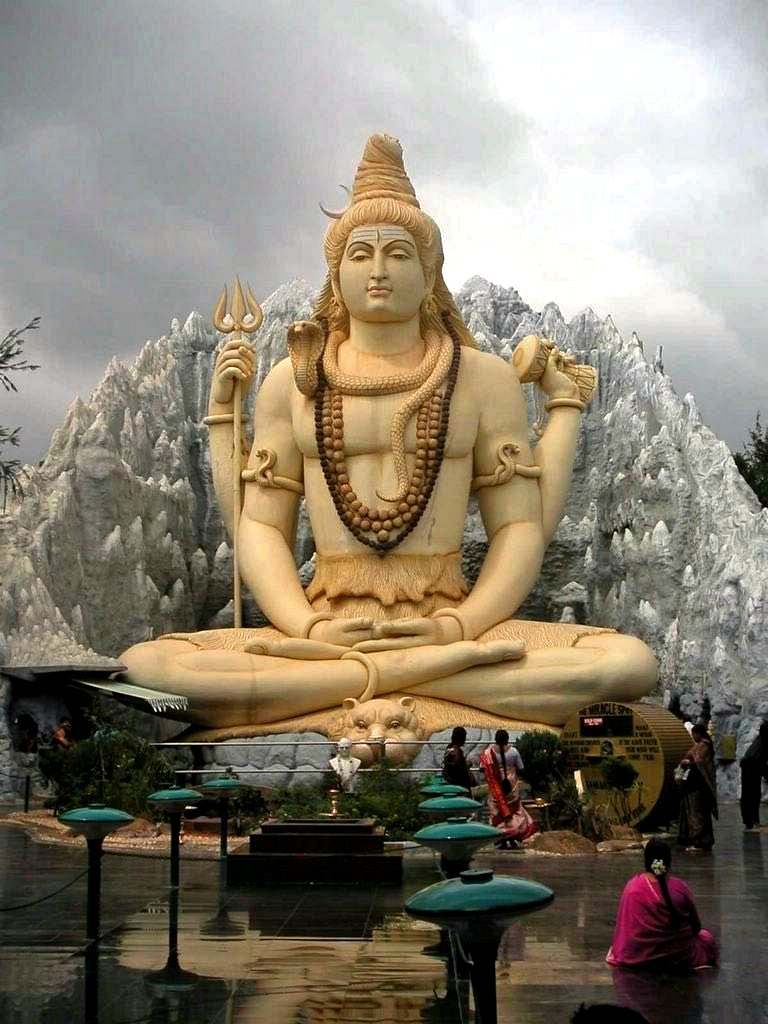
Statuie a lui Shiva meditând

Hinduismul este o religie originară din India și cea mai răspândită credință din această țară. La nivel mondial, există peste un miliard de hinduși, în special în India, Sri Lanka, Nepal, Mauritius, Bangladesh, Singapore și Indonezia. Acest lucru face din hinduism a treia cea mai răspândită și mai importantă religie a lumii, după creștinism și islam.
Hinduismul este reprezentat de credința în Brahman, ființă absolută, impersonală, creatoare a Universului. Brahmanul este Sinele suprem. Brahman este mai bine descris ca realitate infinită, omniprezentă, omnipotentă, incorporală, transcedentă, conștiință infinită și fericire infinită. Conform Veda, Brahman există dintotdeauna și va exista în veci. El este în toate lucrurile dar transcende toate lucrurile, el este sursa divină a întregii Vieți. Este absolutul divin: toți zeii religiei hinduse nu sunt decât fațete și încarnări ale lui Brahman. 
Acest univers este în întregime penetrat de Mine, în forma Mea nemanifestată. Toate existențele sunt în Mine, dar eu nu sunt în ele. În același timp, nimic din ceea ce este creat nu este în Mine. Iată puterea mea supranaturală! Eu susțin toate existențele, Eu sunt prezent peste tot, întrucât sunt chiar sursa întregii creații. Așa cum în spațiul eterat se ține vântul puternic, suflând peste tot, astfel să știți că în mine se țin toate existențele..
În hinduism nu există ortodoxie teologică. Hinduismul e mai degrabă o familie de religii, decât o singură religie.

## Etimologie
Cuvântul „hindus”  sau „hindu” este legat de fluviul Indus și desemnează pe locuitorii spațiului indian, înainte de sec. al XIX-lea neexistând cuvântul hinduism. Etimologic vorbind sensul cuvântului este de origine persană și înseamnă „oamenii de dincolo de Indus”. Acest cuvânt a fost inventat prin mimetism de la termenii creștinism, iudaism, etc. Este religia care a primit numele (ca și iudaismul) după numele poporului și nu al fondatorului sau doctrinei. Hinduismul este, practic, religia „oamenilor de dincolo de Indus”.

Om, simbolul universal al religiei hinduse.

## Apariția hinduismului
Hinduismul, poate în măsură mai mare decât orice altă religie, reprezintă o colecție de mai multe credințe religioase. Conceptele spirituale ale triburilor ariene nomade ce au invadat continentul indian, s-au amestecat cu dogmele ce prevalau în Valea Indusului, formând o religie unică, în sensul că, spre deosebire de altele, nu are un întemeietor singular, bazându-se în schimb pe o confederație de zeități locale.
Hinduismul a apărut pe parcursul mileniului al doilea precreștin, în jurul anului 1500 i.Hr., fiind fondat  de casta brahmanilor, formată din preoți. Potrivit credinței hinduse, casta reprezintă un atribut înnăscut, fără de care un om nu-și poate găsi locul în societate și nu se poate căsători. Chiar și în prezent, brahmanii sunt singurii hinduși care au dreptul de a citi din Vede imnurile, versetele, incantațiile și tratatele ce datează din perioada invaziilor ariene și care sunt fundamentul învățăturilor hinduse. Upanișadele, lucrări elaborate pe baza Vedelor, reprezentau un compediu de speculații metafizice și filozofice puse în circulație în jurul anului 900 i.Hr.
Aceste texte conțin instrucțiuni asupra modului de viață al unui adept al hinduismului. Potrivit textelor Vedice, destinul unui hindus este determinat de toate acțiunile sale și de consecințele acestora de-a lungul fazelor succesive ale existenței. Destinul său este numit Karma. O viață corectă în prezent constituie garanția unei existențe mai bune mai târziu. O viață vicioasă în prezent va avea drept consecințe reîncarnarea într-un animal inferior. Acest ciclu continuu al nașterii și morții este încheiat doar atunci când sufletul atinge o stare de perfecțiune, printr-o viață ideală ce călărește animalul respectiv. Uciderea vacilor și a păunilor este strict interzisă de către hindușii credincioși. Această religie a fost modificată în ultimul secol prin adoptarea unor elemente creștine. În prezent numărul adepților hinduismului este estimat la peste 450 de mil. 

## Religii hinduite

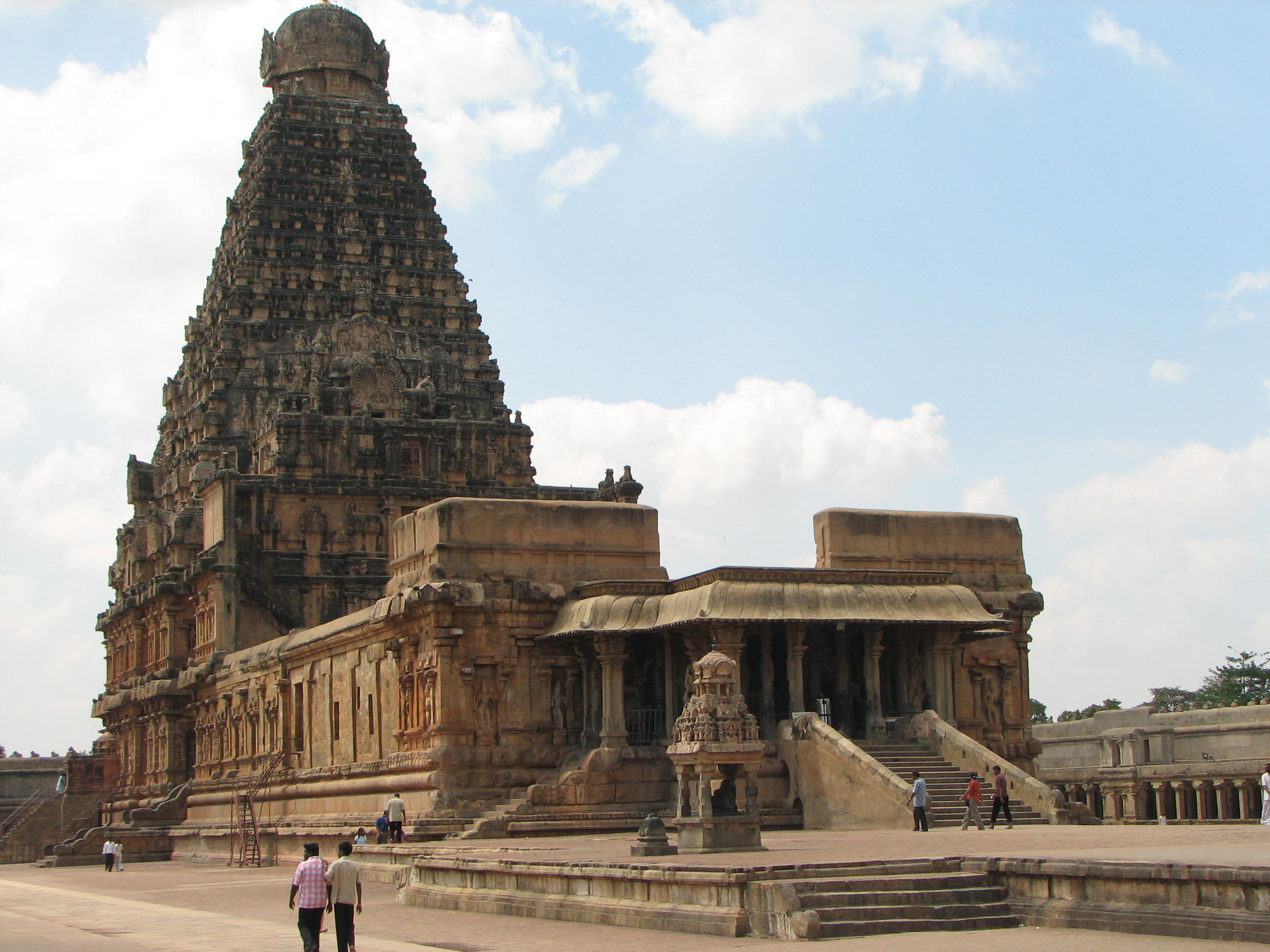
Templul hindus Brihadeeswarar, unul dintre cele mai vechi din India și din întreaga lume.

Religiile hinduite se manifestă în  multe  forme.
Concepția de salvare a religiilor hinduite comportă două direcții diferite:
- credința într-o divinitate impersonală, în cadrul căreia  salvarea este considerată ca o eliberare din iluzia lumii fizice (naturale), urmată de unirea cu realitatea ultimă, după care, aidoma unei picături de apă în ocean, individul se pierde în absolut și astfel încetează să mai existe;
- credința într-o divinitate personală, în care salvarea este privită ca o eliberare din lumea fizică, destinul sufletului fiind unirea cu un zeu, în ipostază personală.

## Mișcarea Hare Krishna
Această religie hinduită, bazată pe credința într-o divinitate personală, are ca doctrină mântuirea prin efortul propriu, care constă, în princ de la comiterea „celor patru păcate primare”: practicarea  jocurilor de noroc; consumul băuturilor alcoolice; practicarea relațiilor extraconjugale și plăcerea actului în afara procreației; consumul cărnii de orice fel, pentru a nu se reîncarna ca animale sau ca oameni pasibili morții prin  accidente. Alimentația trebuie să constea în lapte, iaurt, nuci și fructe. Religioșii își rad părul, lăsându-și o codiță, de care vor fi ridicați la cer de către zeul Krishna.

## Meditația transcedentală
Religia, de origine hinduită, are în frunte pe Maharishi, adică „guru” (marele maestru). George Harrison și ulterior ceilalți componenți ai formației Beatles, în urma convingerilor proprii de a practica meditația transcedentală și datorită modei hippie, au reușit întemeierea unei noi secte: Maharishi Karma Yoga, care înseamnă unirea (yoga) cu brahma(n).

## Ramuri ale hinduismului
- Shivaismul, ramura hinduismului ce promovează cultul zeului Shiva;
- Vishnuismul, ramura hinduismului ce promovează cultul zeului Vishnu;
- Shaktismul, ramura hinduismului ce promovează cultul zeiței Shakti;
- Smartismul, ramura hinduismului ce venerează toate zeitățile hinduse considerându-le manifestări ale lui Brahman;

## Zei și zeițe

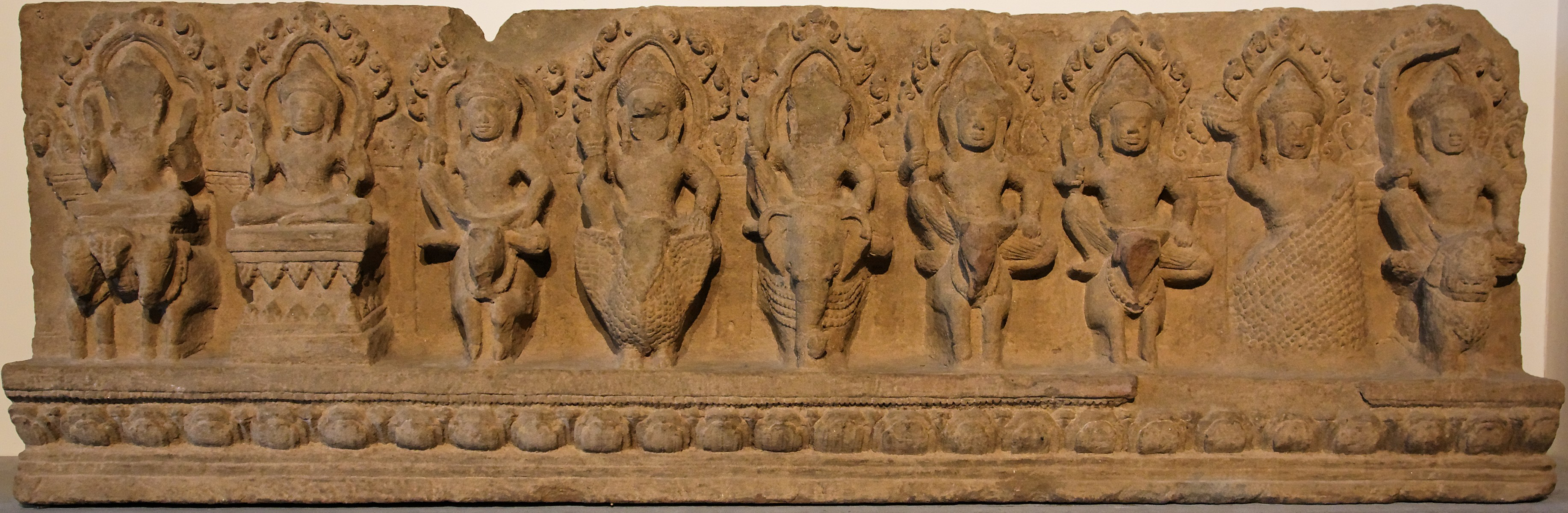
Nouă divinități hinduse. De la stânga la dreapta: Surya (Soarele), Chandra (Luna), Shiva, Varuna, Indra, Kubera, Agni, Rahu și Ketu.

- Agni
- Brahma
- Durga
- Ganesha
- Hanuman
- Indra
- Kakudmi
- Kali
- Krishna
- Lakshmi
- Parvati
- Rama
- Saraswati
- Shiva
- Ulupi
- Vișnu

## Istoria hinduismului

### Hinduismul vedic (1500 – 450 i. Hr.)
Punea accent pe importanța vieții din lumea aceasta, acordând importanță deosebită naturii. Specifice acestei perioade, scrierile Veda (Știința sacră), considerate de origine divină, conțin multe imnuri închinate unor elemente sau puteri din natură, zeificate. Rugăciunile, invocațiile rituale și laudele aveau ca scop îndeplinirea cererilor către zei: viața îndelungată, recolte bogate, sănătate, etc. În unele dintre aceste texte se observă întrebări legate de originea lumii, a timpului, de structura personalității umane.
La început, ceremonialul religios era condus de către capul familiei și cuprindea ritualuri de inițiere, ritualuri de purificare precum și ofrande zilnice aduse zeilor. Apoi a apărut un cult public, templul fiind  în centrul preocupărilor religioase.

### Hinduismul brahmanic (450 i. Hr. – 600 d. Hr.)
Hinduismul brahmanic a luat naștere din credința că jertfele de animale erau necesare a se face în mod repetat, pentru a se menține ordinea în Univers și în societate.
Scrierile de bază ale hinduismului brahmanic – Brahmana (comentarii brahmanice) descriu rolul și importanța sacrificiului pentru viața religioasă. S-a ajuns la diminuarea credinței în zei, considerați muritori căci viața lor era dependentă de sacrificiile aduse de oameni. Astfel, s-au impus preoții (brahmanii), care au ajuns să fie considerați egali cu zeii. Potrivit textelor considerate sacre, mântuirea putea fi obținută prin aducerea unei jertfe sau prin achitarea taxei pentru săvârșirea ei.
Ca urmare a abuzurilor apărute în acest context, s-au dezvoltat noi religii – jainismul și budismul. Textele Upanișadelor propun ca alternativă asceza și meditația contemplativă.
Învățătura hindusă are în centrul său două concepte: Karma (fapta) și Samsara (reîncarnarea). Astfel, sufletul participă la un ciclu existențial continuu – naștere-moarte-renaștere – determinat de faptele bune sau rele pe care le-a săvârșit într-o viață anterioară.
Eliberarea din succesiunea reîncarnărilor se face prin efort propriu, prin purificarea vieții și prin exercițiile psiho-fizice (yoga). Acestea conduc la scopul ultim al existenței umane, când, în lipsa conștiinței și personalității care dispar, sufletul ajunge să se identifice cu Brahman, principiul absolut și impersonal, în care se regăsesc toate sufletele individuale ajunse la eliberare.
Tehnica yoga presupune practicarea mai multor exerciții fizice și spirituale:
1.	Înfrânările, adică ferirea de ucidere, minciună, furt, avariție și încurajarea abstinenței sexuale.
2.	Disciplinele, adică purificarea interioară a organelor, dar și a psihicului, prin cunoașterea de sine, împăcarea.
3.	Așezarea corpului în anumite poziții.
4.	Disciplinarea ritmului respirației.
5.	Suprimarea fluxului de gânduri.
6.	Fixarea atenției într-un singur punct (concentrarea atenției).
7.	Meditația.
8.	Dobândirea cunoașterii adevărate a sinelui, ultima treaptă a tehnicii yoghine, care eliberează pe om de ciclul reîncarnărilor, acesta întorcându-se în Absolutul din care a emanat.
Cei care practică yoga au nevoie de un guru pentru a fi initiați.
În perioada hinduismului brahmanic, societatea hindusă a cunoscut împărțirea în patru caste, ordonate ierarhic: preoții (brahmanii), domnitorii și razboinicii (kshatriya), negustorii și agricultorii (vaisyas) și servitorii (sudras). Cei aflați în afara sistemului de caste erau numiți paria (pauchamas). Doar reîncarnarea putea face trecerea de la o castă la alta.

### Hinduismul medieval ( 600 – 1000 d. Hr.)
Doctrina acestei perioade cuprinde reinterpretări ale perioadelor anterioare, unele păstrându-se și astăzi. Gândirea și viața religioasă aveau în prim plan 3 zei: Brahma, Shiva și Vishnu, care sunt de fapt 3 ipostaze ale realității ultime, Brahman, fiecare cu roluri diferite. Astfel, Brahma este considerat creatorul lumii. Fiind însă mai departe de viața acesteia, este mai puțin popular. Shiva este Marele Distrugător, dar și regeneratorul vieții, cel care ajută lumea să se purifice prin reîncarnare și să se înalțe spiritual. Considerat protectorul asceților, el disprețuiește ierarhia socială, fiind venerat de membrii tuturor castelor. Vishnu este păstrător al ordinii cosmice, simbolizând supremația castei brahmanilor, stabilitatea socială și bunăstarea.

### Hinduismul modern (după anul 1000 d. Hr.)
Interpretând diferit Vedele, unii hinduși săvârșesc ritualuri din perioada vedică, alții ritualuri sacerdotale sau idolatrizează zeități ale hinduismului medieval. Astfel, fiecare adept este fidel unui zeu la care se închină zilnic, dar face apel și la alte zeități, atunci când trebuie să depășească anumite obstacole în viață.
În lumea contemporană, hinduismul trece printr-un curent reformator, fiind influențat de creștinism și de cultura europeană.
Templele sunt locașuri închinate anumitor zeități, întrucât se crede că fiecare zeitate locuiește în templul închinat ei. El păstrează statuia zeului venerat de cei care vin la templu. Cu prilejul anumitor sărbători, templul devine loc de pelerinaj. Acesta are ca scop atragerea bunăvoinței zeului venerat la templul respectiv, prin aducerea de jertfe.
La râul Gange, considerat sfânt, se desfășoară anumite ritualuri întrucât se crede că izvorăște din picioarele lui Vishnu și se rostogolește peste capul și părul zeului Shiva, care locuiesc în ceruri. Hindușii intră în apa Gangelui pentru a se purifica de păcate. Ofrandele se aduc adesea vacilor, considerate sacre și mame ale naturii. Ei cred că fiecare parte a corpului acestui animal este locuită de o anumită zeitate.
Din casta brahmanilor fac parte astăzi profesorii universitari, ziariștii, oamenii politici. Kshatriya cuprinde prinții și militarii. A treia castă, vaisyas, cuprinde pe agricultori, meșteșugari și negustori, a căror responsabilitate este de a face ca țara să prospere. Din ultima castă, sudras, fac parte mesteșugarii, croitorii, pescarii. Categoria paria cuprinde măturătorii de străzi, care nu au niciun fel de drepturi.

### Ritualuri

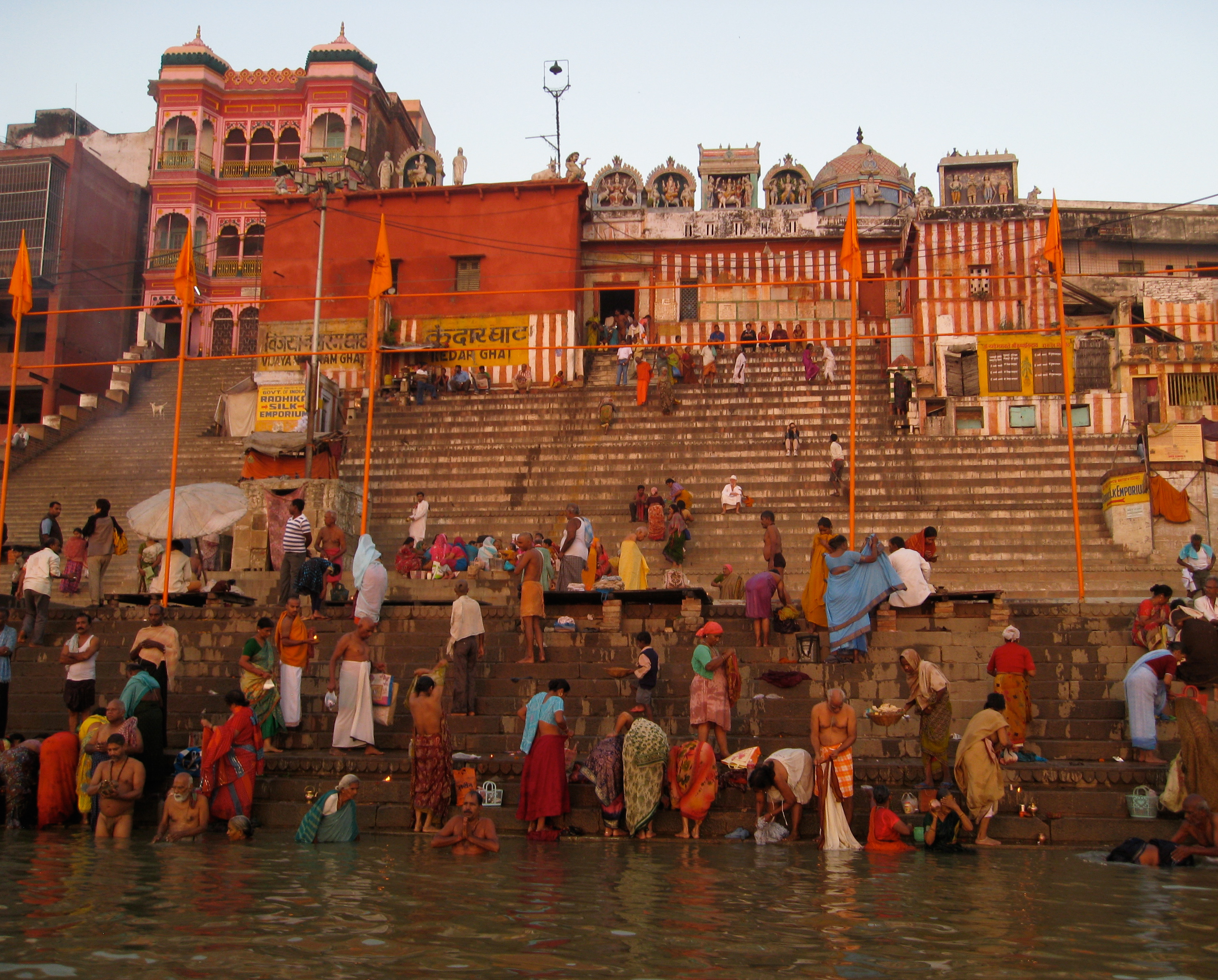
Hinduși îmbăindu-se în Gange la locul de cult din Varanasi

Cei mai mulți hinduși practică ritualuri acasă. Ritualurile variază în funcție de regiuni, sate și propriile alegeri a persoanei care le practică. Ele nu sunt obligatorii în hinduism. Natura sau locul în care sunt practicate este, de asemenea, alegerea individului. Hindușii efectueaza ritualuri zilnice cum ar fi închinatul în zori, după baie (de obicei la un altar de familie, include aprinderea unei lămpi și ofrande oferite zeităților), recitarea din cărți religioase, cântarea imnurilor devoționale, yoga, meditație, scandarea mantrelor și altele.
Ritualurile Vedice de sacrificiu prin foc (Yajna) și cântarea imnurilor Vedice sunt practicate la ocazii speciale cum ar fi o nuntă hindusă. Alte evenimente de viață majore, cum ar fi ritualuri după moarte, includ yajna si incantarea de mantre Vedice.